# Le Valet de Sade
Le Valet de Sade est un roman de l'écrivain norvégien Nikolaj Frobenius paru en 1996.

## Synopsis
L'histoire se déroule au XVIIIe siècle. Un enfant au regard terrifiant, appelé Latour, naît d'un viol à Honfleur. Sa mère, Bou-bou, l'élève seule et se rend compte rapidement qu'il est totalement insensible à la douleur. Sa jeunesse va l'amener à travailler avec un taxidermiste, ce qui va l'initier aux mystères du corps animal et humain en particulier. Il va alors quitter sa Normandie natale accompagné d'une prostituée pour s'installer à Paris. Il vit alors dans les bas-fonds de la capitale et fait tout pour améliorer ses connaissances en anatomie.
Obsédé par son insensibilité, il va chercher à percer les mystères de la douleur. Pour cela, il va tomber peu à peu dans le crime afin de disséquer chaque victime et d'étudier leurs organes. Il va jusqu'à usurper l'identité d'un étudiant en médecine pour approcher le célèbre anatomiste Rouchefoucault. Mais un jour, une prostituée lui présente le Marquis de Sade et cette rencontre va bouleverser la vie de Latour.